# Virginia Hey
Virginia Robyn Hey (Sydney, 19 giugno 1952) è un'attrice ed ex modella australiana.
È conosciuta soprattutto per l'interpretazione di Pa'u Zotoh Zhaan nella popolare serie televisiva Farscape. Dal pubblico australiano è meglio conosciuta per l'interpretazione dell'avvocato Jennifer St James nella serie TV E Street.

## Biografia
Virginia Hey inizia la sua carriera come indossatrice dopo essere stata scoperta ad una fermata dell'autobus. Appare su molte copertine e inizia la sua carriera di attrice nelle pubblicità televisive (in totale, 57), in serie TV drammatiche e film realizzati in Australia e nel Regno Unito. Nel 1979 appare nel clip della hit Video killed the radio star. La sua prima interpretazione importante è quella di una donna guerriero nel film Interceptor - Il guerriero della strada, con Mel Gibson. In seguito ha recitato accanto a Timothy Dalton nel film 007 - Zona pericolo e ha interpretato Janice nel film Cast Away. Ha, inoltre, interpretato il ruolo della sacerdotessa Zhaan nel telefilm di fantascienza Farscape.

## Filmografia

### Cinema
- Interceptor - Il guerriero della strada (Mad Max 2), regia di George Miller (1981)
- Norman Loves Rose, regia di Henri Safran (1982)
- The Return of Captain Invincible, regia di Philippe Mora (1983)
- Castaway, la ragazza Venerdì (Castaway), regia di Nicolas Roeg (1986)
- 007 - Zona pericolo (The Living Daylights), regia di John Glen (1987)
- Pathos - Segreta inquietudine (Pathos), regia di Piccio Raffanini (1988)
- Bullet Down Under, regia di Rob Stewart (1994)
- Game Room, regia di Joe Tornatore (1999)
- Alien Armageddon, regia di Neil Johnson (2011)

### Televisione
- Video Killed the Radio Star - video musicale (1979)
- Prisoner - serie TV, 14 episodi (1984)
- Big Deal - serie TV, 1 episodio (1985)
- Mussolini: The Untold Story - miniserie TV, 1 episodio (1985)
- Timeslip - serie TV, 1 episodio (1985)
- Neighbours - soap opera, 8 puntate (1986)
- Vietnam - miniserie TV, 1 episodio (1987)
- Network 7 - serie TV 1 episodio (1987)
- Il ritorno di Missione Impossibile (Mission: Impossible) - serie TV, 1 episodio (1988)
- E Street - serie TV, 1 episodio (1989)
- La baia dei delfini (Dolphin Cove) - serie TV, 8 episodi (1989)
- Paradise Beach - serie TV (1993)
- Le nuove avventure di Flipper (Flipper) - serie TV, 1 episodio (1996)
- Pacific Driver - serie TV, 1 episodio (1996)
- Roar - serie TV, 1 episodio (1997)
- Home and Away - serie TV, 3 episodi (1997)
- All Saints - serie TV, 1 episodio (1998)
- Farscape - serie TV, 50 episodi (1999-2002)
- Kosmos - miniserie TV, 5 episodi (2015)

### Doppiatrice
- Farscape:The Game - videogioco (2002)
- Rick and Morty - serie TV, 1 episodio (2014)